# Mount Archer (Antarktika)
Mount Archer ist ein felsiger Berg an der Oates-Küste im Norden des ostantarktischen Viktorialands. Er ragt unmittelbar südlich des Archer Point auf der Westseite der Harald Bay auf.
Kartiert wurde der Berg anhand von Luftaufnahmen, die im Februar 1959 bei einer vom australischen Polarforscher Phillip Law geleiteten Forschungsreise der Australian National Antarctic Research Expeditions entstanden. Namensgeber wie beim Archer Point ist Walter William Archer (1869–1944), der Koch der britischen Terra-Nova-Expedition (1910–1913).